# Конопница (Крива Паланка)
Конопница (мкд. Конопница) је насеље у Северној Македонији, у североисточном делу државе. Конопница је у оквиру општине Крива Паланка.

## Географија
Конопница је смештена у североисточном делу Северне Македоније. Од најближег већег града, Куманова, село је удаљено 60 km источно.
Село Конопница се налази у историјској области Славиште. Насеље је положено у долини Криве реке, на око 630 метара надморске висине. Северно од села издиже се планина Билина, а јужно Осоговске планине.
Месна клима је континентална.

## Становништво
Конопница је према последњем попису из 2002. године имала 1.398 становника. По овоме је то највеће село у општини, а разлог је близина града Криве Паланке, па се Конопница може сматрати и њеним предграђем.
Огромну већину чине етнички Македонци (99%), а остатак су Срби.
Претежна вероисповест месног становништва је православље.